# هاشم سید عیسی
هاشم سید عیسی (عربی: هاشم سيد عيسى حسن رضي هاشم؛ زادهٔ ۳ آوریل ۱۹۹۸) بازیکن فوتبال اهل بحرین است.
از باشگاه‌هایی که در آن بازی کرده‌است می‌توان به باشگاه ورزشی مالکیه اشاره کرد.
وی همچنین در تیم‌های ملی فوتبال زیر ۲۳ سال بحرین، و بحرین بازی کرده‌است.